# Пражмовский, Самуил Ежи
Самуил Ежи Пражмовский (пол. Samuel Jerzy Prażmowski; 1631—1688) — польский военный и государственный деятель, воевода плоцкий в 1669—1688 годах, хорунжий надворный коронный в 1661—1669 годах, хорунжий варшавский в 1659—1661 годах, хорунжий ружанский в 1658—1659 годах, подстолий плоцкий в 1658 году, мечник плоцкий в 1652—1658 годах, староста кшепицкий в 1662—1667 годах, староста вышогрудский в 1663 году, староста варецкий в 1667 году.

## Биография
Представитель польского дворянского рода Пражмовских герба «Белина». Родился в Пражмуве. Сын Анджея Пражмовского, каштеляна варшавского, и Ядвиги Софии Кожуховской. Братья — Николай Пражмовский, примас Польши, Франтишек Михал Пражмовский, епископ луцкий, и Войцех Ремигиан Пражмовский, хорунжий надворный коронный.
Избирался послом на сеймы 1653, 1658 и 1667 годов. Посол варшавского сеймика на сейм 1662 года, депутат вышогрудского сеймика на первом сейме 1666 года, чрезвычайного сейма 1668 года и чрезвычайного сейма 1668 года.
Депутат сейма созыва 1668 года от черской земли. Был членом генеральной конфедерации, учреждённой 5 ноября 1668 года на этом сейме. Как сенатор принимал участие в сеймах 1676 и 1681 годов. Член вышогрудского сеймика Вышогрудской земли на весеннем сейме 1666 года.
Сначала он занимал должность мечника плоцкого, а затем должность подстолия плоцкого. Благодаря покровительству и влиянию своего брата Николая в 1661 году он стал хорунжим надворным коронным. Он принадлежал к сторонникам короля Яна Казимира Вазы. В 1665 году староство Кшебице, принадлежавшая Самуилу, была разорена мятежниками Ежи Себастьяна Любомирского. В 1669 году в качестве посла от черской земли на элекционный сейм он поддержал кандидатуру Михала Корибута Вишневецкого.
В 1669 году на коронации Михала Корибута Вишневецкого Самуил Пражмовский получил должность воеводы плоцкого. В 1672 году он был командирован во Францию для переговоров о выдвижении кандидатуры французов в связи с подготовкой свержения короля. Плоцкая шляхта резко выступила против своего воеводы. В мобилизационном лагере под Голомбом приговорен к лишению должности и конфискации наследственного имущества. Обвинение не распространялось на его жену. Примас Польши Николай Пражмовский, защищая себя и своих братьев, объяснил, что плоцкий воевода уехал за границу на лечение в водах, и у него закончились деньги, чтобы вернуться. Самуил Пражмовский вернулся на родину после пасификационного сейма в 1673 году. В 1674 году подписал избрание Яна III Собеского от Плоцкого воеводства. Во главе собственной гусарской хоругви отличился в битве под Веной 1683 года. Умер в 1688 году.
Был женат на Софии Петронелле, дочери Михала Станислава Тарновского, каштеляна войницкого.